# Breutelia polygastrica
Breutelia polygastrica är en bladmossart som beskrevs av Brotherus 1904. Breutelia polygastrica ingår i släktet gullhårsmossor, och familjen Bartramiaceae. Inga underarter finns listade i Catalogue of Life.